# Charles Bruck
Charles Bruck (2 de mayo de 1911-16 de julio de 1995) fue un director de orquesta y profesor franco - estadounidense. 

## Biografía
Bruck nació en el seno de una familia judía en Temesvár, en ese momento parte del Reino de Hungría. Desde 1920, la ciudad, bajo el nombre de Timișoara, pasó a formar parte de Rumania.
Dejó Rumania en 1928 para estudiar un año en Viena y posteriormente viajó a París. Allí estudió con Alfred Cortot, Nadia Boulanger y Vlado Perlemuter en la École Normale de Musique.  En 1934 comenzó a estudiar con el director de orquesta francés Pierre Monteux, siguiéndolo a San Francisco (California), donde Bruck se desempeñó como su asistente.
Durante la Segunda Guerra Mundial, formó parte de la Resistencia francesa. Tras finalizar la contienda y recibir la nacionalidad francesa, Bruck asumió los cargos de director titular en la Orquesta de la Ópera de los Países Bajos en Ámsterdam (1950–1954), la Orquesta Filarmónica de Estrasburgo (1955–1965) y la Orquesta Filarmónica de Radio Francia en París (1965–1970). En 1969, sucedió a Monteux como director de su escuela de dirección en Maine, cargo que ocupó durante veintiséis años hasta su muerte en 1995.
Fue también profesor en The Hartt School of Music, donde se desempeñó como director de actividades orquestales. Fue profesor invitado en la Universidad de Princeton en 1992.
Bruck murió de cáncer el 16 de julio de 1995 en Hancock (Maine). Una obra de teatro sobre su carrera como Maestro de la Escuela Pierre Monteux, llamada Muse of Fire, escrita por David Katz, uno de sus alumnos, se estrenó en Maine en 2005 y desde entonces ha realizado numerosas giras.